# Neocrepidodera gruevi
Neocrepidodera gruevi es una especie de insecto coleóptero de la familia Chrysomelidae. Fue descrita científicamente en 1983 por Kimoto.